# Kampaku
Kampaku (jap. kanji 関白, hiragana かんぱく) je bio naslov koji je označavao svojevrsnog carevog glavnog savjetnika u Japanu, no zapravo je bio naslov prvog tajnika i regenta koji pomaže odraslom caru.
Vrlo je sličan naslov sesshōa. Oba ova nositelja se na japanskom jeziku skupno nazivalo sekkan (摂関), a obitelji koje su isključivo držale te naslove nosile su naslov sekkan-ke odnosno sekkanske obitelji. Sessho i kampaku su se vrlo malo razlikovali. Nekolicina je pojedinaca jedino promijenila naslove kad bi carevi postali odraslima ili kad bi se odrasli carevi umirovili ili umrli te kad bi ih zamijenila njihova djeca na mjestu careva.
Za vrijeme Heiana, oni su zapravo bili vladarima Japana. Nakon ovog razdoblja šoguni su preuzeli vlast.
Kampaku koji se je umirovio nosio je naslov taikō (jap. 太閤). To se poslije uobičajilo kao naslov kojim se odnosilo na Toyotomija Hideyoshija.
Klan Fujiwara je bio prvim nositeljem naslova kampakua i sesshōa. Točnije, te su naslove držali sjeverni ogranak, ogranak Hokke i njihovi potomci, kojima je pripadao Fujiwara no Yoshifusa, prvi koji je ponio naslov sesshōa a nije bio iz carske obitelji.
876. je godine Fujiwara no Mototsune, Yoshifusin nećak i posinak postavljen na novoosnovani ured kampakua.